# Pseudosteineria anteferens
Pseudosteineria anteferens is een rondwormensoort uit de familie van de Xyalidae. De wetenschappelijke naam van de soort is voor het eerst geldig gepubliceerd in 1956 door Wieser.